# Dirty Corner
Dirty Corner, dite Le Vagin de la Reine, est une sculpture monumentale de l'artiste britannique Anish Kapoor.

## Description
L'œuvre se présente comme une grande trompe en acier, longue de 60 mètres et haute de 8 mètres. La structure est partiellement couverte de terre, formant une petite colline.

## Histoire

### Création
Dirty Corner est créée en 2011 et installée dans la Fabbrica del vapor à Milan, Italie.

### Installation dans les jardins de Versailles
Au printemps 2015, l'œuvre est installée en France dans les jardins de Versailles dans le cadre de l'exposition temporaire « Kapoor Versailles », qui présente six œuvres de l'artiste. À la différence de Milan, il n'est pas possible d'y pénétrer.
Surnommée « le vagin de la reine » (c'est Le Journal du dimanche, dans son édition du 31 mai 2015 qui emploie l'expression sous la forme « le vagin de la reine qui prend le pouvoir » en la prêtant à l'artiste lui-même ; dans sa conférence de presse, quelques jours plus tard, Kapoor démentira cette affirmation), l'œuvre suscite des réactions contrastées. Dans Le Figaro, l'écrivain Christian Combaz parle d'« offense faite à un certain ordre architectural et historique » et de « profanation de la mémoire ». 
Quelques jours après l'ouverture de l'exposition, Dirty Corner est vandalisée par des inconnus, qui la souillent de peinture jaune. En réaction, la ministre de la Culture Fleur Pellerin déplore la « dégradation lamentable de l'œuvre d'Anish Kapoor » et l'« atteinte à la liberté de création ». La peinture est ôtée.
Début septembre 2015, l'œuvre est à nouveau vandalisée avec des inscriptions antisémites et royalistes. Le président de la République François Hollande exprime sa « solidarité à Anish Kapoor dont l'œuvre a été dégradée et couverte d'inscriptions haineuses et antisémites. » L'artiste décide de ne pas faire effacer ces inscriptions, estimant que « ces mots infamants font partie de mon œuvre, la dépassent, la stigmatisent au nom de nos principes universels. [...] Je défie désormais les musées du monde de la montrer telle quelle, porteuse de la haine qu’elle a attirée. C’est le défi de l’art. »
Dans la nuit du 9 au 10 septembre, Dirty Corner est une troisième fois vandalisée : la phrase en anglais « Respect art as u trust God » (« Respecte l'art comme tu crois en Dieu ») est écrite à la peinture rose sur la sculpture.